# デビッド・アンダーセン
デビッド・アンダーセン（David Andersen）ことデビッド・エミル・アンダーセン（David Emil Andersen、1980年6月23日 - ）は、オーストラリアビクトリア州メルボルン出身のプロバスケットボール選手。ポジションはパワーフォワード、センター。212cm、113kg。祖先の母国語読みではダビド・アンデルセン。